# Miss Aubry's Love Affair
Pour plus de détails, voir Fiche technique et Distribution.
Miss Aubry's Love Affair est un film muet américain réalisé par Hobart Bosworth et sorti en 1912.

## Fiche technique
- Titre : Miss Aubry's Love Affair
- Réalisation : Hobart Bosworth
- Scénario : Hobart Bosworth
- Photographie :
- Montage :
- Producteur : William Selig
- Société de production : Selig Polyscope Company
- Société de distribution : General Film Company
- Pays d'origine :  États-Unis
- Langue : Film muet avec les intertitres en anglais
- Métrage : 300 mètres
- Format : Noir et blanc — 35 mm — 1,33:1 — Muet
- Genre : Comédie
- Durée : 10 minutes
- Dates de sortie : 
  -  États-Unis : 25 novembre 1912

## Distribution
- Lillian Hayward : Miss Aubry
- Hobart Bosworth
- Herbert Rawlinson
- Bessie Eyton
- Adele Clifton
- William Hutchinson